# Dexter Dunn
Dexter Dunn, född 1 september 1989 i Christchurch i Canterbury i Nya Zeeland, är en nyzeeländsk travkusk (catch driver). Han är sedan augusti 2018 verksam i USA.

## Biografi
Dunn föddes i Christchurch i Canterbury i Nya Zeeland. Hans far var travtränare, och hans bror John var travkusk. Dunn var som ung intresserad av rugby.
Dunn hoppade av skolan vid sexton års ålder, och fick jobb i ett häststall i Australien, där han stannade i ett år. På sin 17:e födelsedag började han köra lopp. Efter att ha kört sex månader i Australien återvände han till Nya Zeeland för att arbeta för Cran Dalgety. Under säsongen 06/07 i Australien och Nya Zeeland, tog Dunn sjutton segrar.

### World Driving Championship
År 2015 representerade Dunn Nya Zeeland i World Driving Championship. Dunn vann fem av de tjugo mästerskapsloppen, och stod som segrare före fransmannen Tony le Beller och amerikanen Tim Tetrick. Dunn hade tidigare representerat Nya Zeeland vid World Driving Championship 2011 i New York, och slutade då på fjärde plats. Han blev då den yngsta kusk som någonsin representerat Nya Zeeland.

### Flytt till USA
Under 2018 flyttade Dunn till USA, och skapade sin bas tillsammans med tränaren Chris Ryder. Under sin första hela nordamerikanska säsong utsågs Dunn till Harness Tracks of America Driver of the Year, en titel som han även utsågs till året efter.
Dunn samarbetar ofta med tränarna Chris Ryder och Richard "Nifty" Norman, Nancy Takter, Ron Burke, Mark Harder och Tony Alagna.

## Större segrar i urval
| År   | Lopp                                   | Häst               | Tränare                |
| ---- | -------------------------------------- | ------------------ | ---------------------- |
| 2019 | Dr. John Steele Memorial               | Manchego           | Nancy Takter           |
| 2019 | Dayton Trotting Derby                  | Manchego           | Nancy Takter           |
| 2019 | Breeders Crown Open Mare Trot          | Manchego           | Nancy Takter           |
| 2019 | Breeders Crown 2YO Colt & Gelding Trot | Amigo Volo         | Richard "Nifty" Norman |
| 2020 | Little Brown Jugette                   | Party Girl Hill    | Chris Ryder            |
| 2020 | Kentucky Futurity                      | Amigo Volo         | Richard "Nifty" Norman |
| 2020 | Breeders Crown Open Mare Trot          | Manchego           | Nancy Takter           |
| 2020 | Breeders Crown 2YO Filly Pace          | Fire Start Hanover | Richard "Nifty" Norman |
| 2020 | Breeders Crown 3YO Colt & Gelding Trot | Amigo Volo         | Richard "Nifty" Norman |
| 2020 | TVG Open Trot                          | Manchego           | Nancy Takter           |
| 2021 | Arthur J. Cutler Memorial              | Manchego           | Nancy Takter           |
| 2021 | Art Rooney Pace                        | Bettor's Wish      | Chris Ryder            |
| 2021 | Cane Pace                              | Rockyroad Hanover  | Tony Alagna            |
| 2021 | John Cashman Memorial                  | Manchego           | Nancy Takter           |
| 2021 | Hambletonian Oaks                      | Bella Bellini      | Richard "Nifty" Norman |
| 2022 | John Cashman Memorial                  | Alrajah One        | Åke Svanstedt          |
| 2022 | Breeders Crown Open Mare Trot          | Bella Bellini      | Richard "Nifty" Norman |